# Nowe Załubice
Nowe Załubice – wieś w Polsce położona w województwie mazowieckim, w powiecie wołomińskim, w gminie Radzymin. 
Na terenie wsi utworzono dwa sołectwa Nowe Załubice i Opole
| SIMC    | Nazwa      | Rodzaj                  |
| ------- | ---------- | ----------------------- |
| 0007730 | Opole      | przysiółek              |
| 0007746 | Popielarze | przysiółek (do 2023 r.) |

W latach 1975–1998 miejscowość administracyjnie należała do województwa warszawskiego.
Nowe Załubice są siedzibą parafii rzymskokatolickiej pw. św. Stanisława Biskupa i Męczennika.

## Komunikacja
Miejscowość obsługiwana jest przez trzy linie autobusowe:
- Linia 705 (Warszawski Transport Publiczny), kursująca na trasie Metro Marymont - Nowe Załubice (na ulicy Opolskiej znajduje się pętla autobusowa).
- Linia R5 (komunikacja gminy Radzymin), kursująca na trasie Os. Victoria (Radzymin) - Arciechów.
- Linia 7 (Starostwo Powiatowe w Wołominie) kursująca na trasie PKP Wołomin - Nowe Załubice (pętla autobusowa).[7]